# Gare de Vilnius
 (août 2023).
Si vous disposez d'ouvrages ou d'articles de référence ou si vous connaissez des sites web de qualité traitant du thème abordé ici, merci de compléter l'article en donnant les références utiles à sa vérifiabilité et en les liant à la section « Notes et références ».
La gare de Vilnius  (en lituanien : Vilniaus geležinkelio stotis) est la principale gare ferroviaire de la ville de Vilnius la capitale de la Lituanie.

## Histoire
La gare est construite en 1861 par la compagnie du Chemin de fer Saint-Pétersbourg-Varsovie.

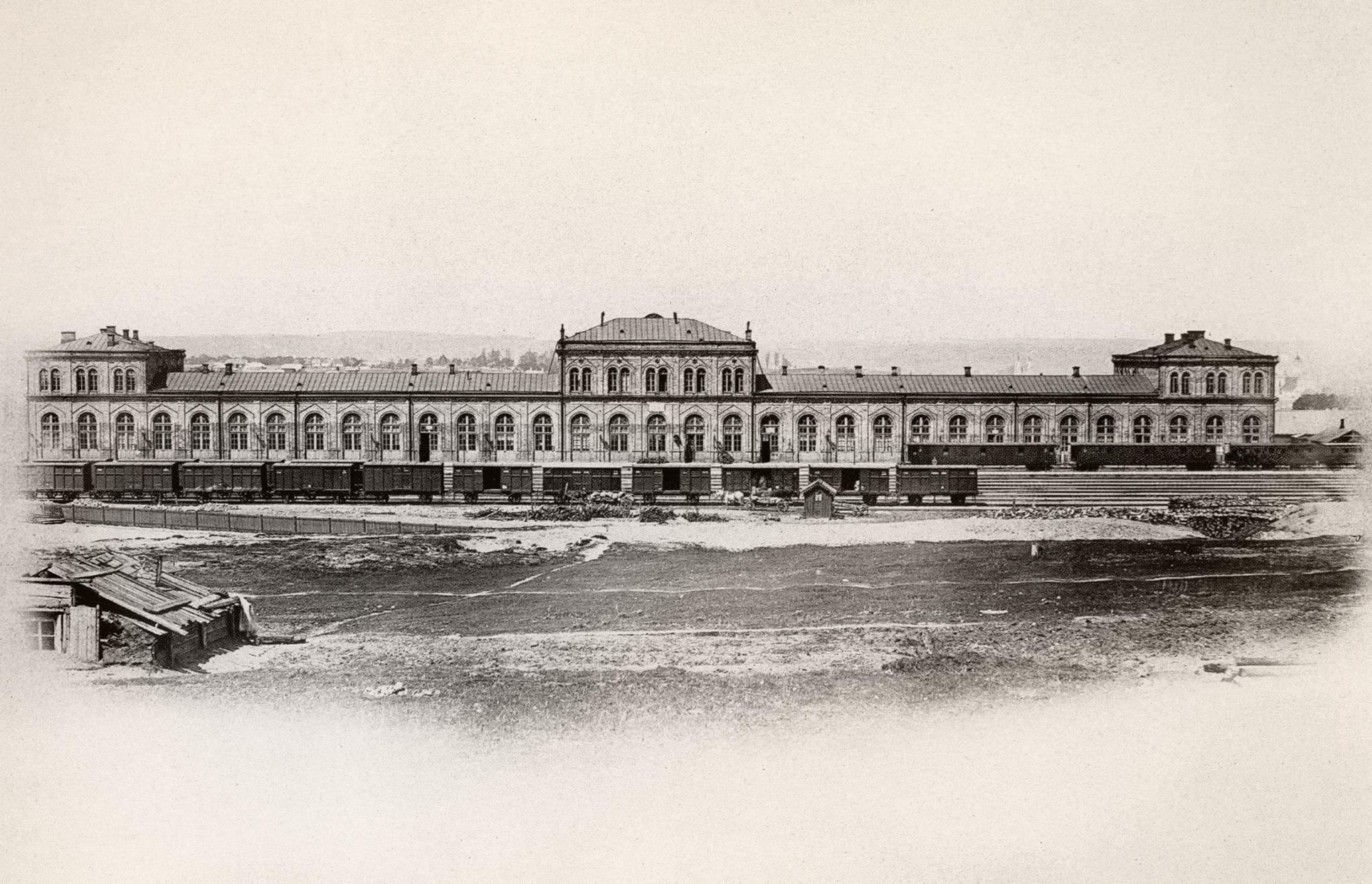
En 1860.
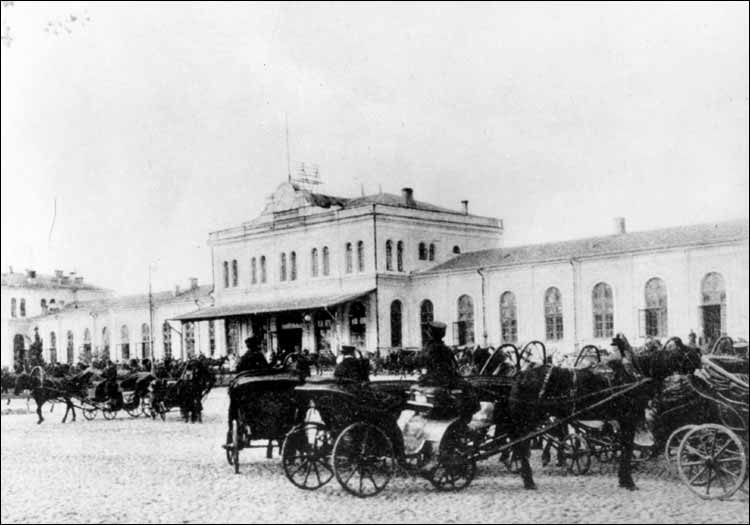
Vers 1900.
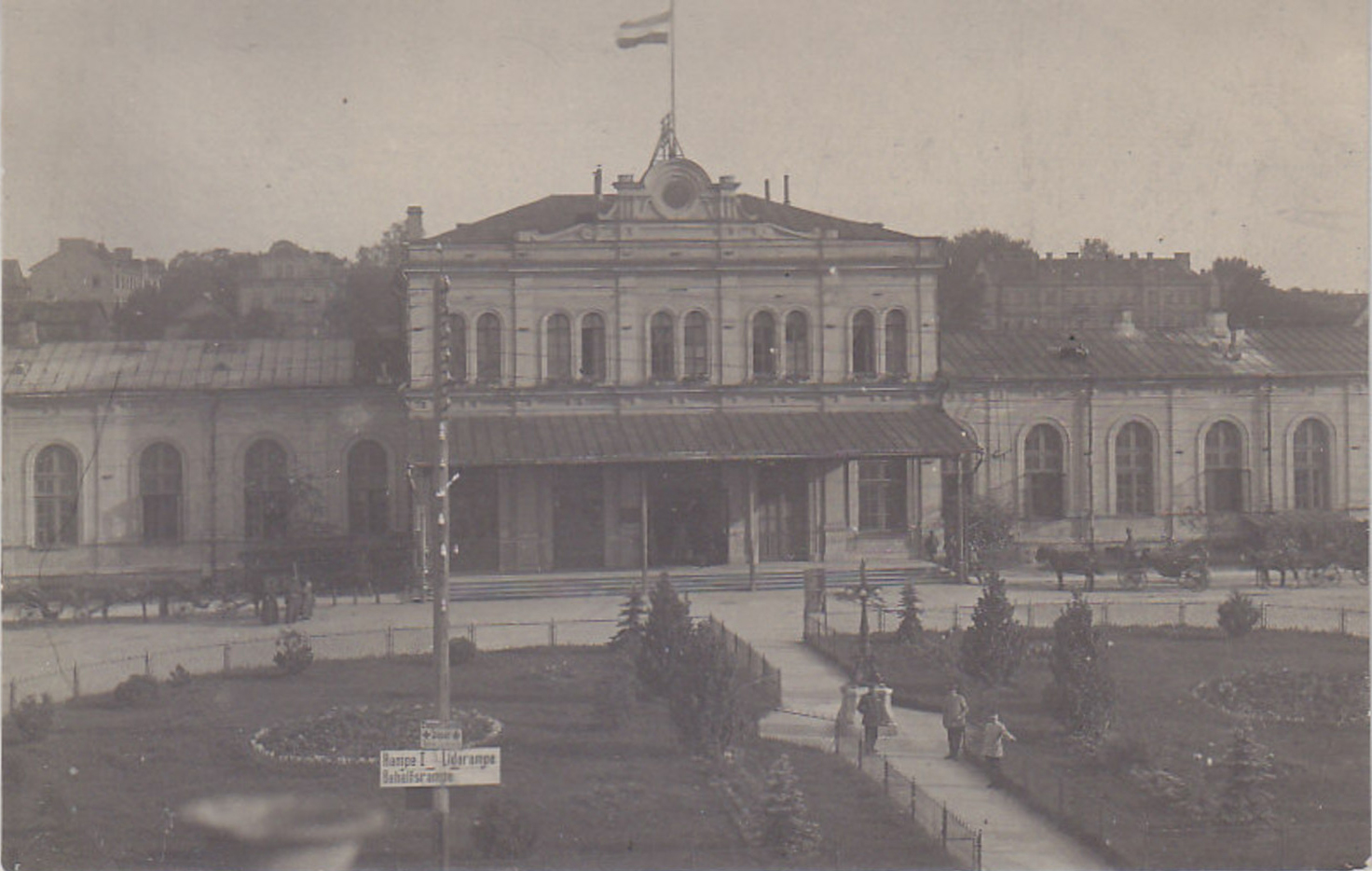
En 1916.

## Service des voyageurs

### Accueil

Installations
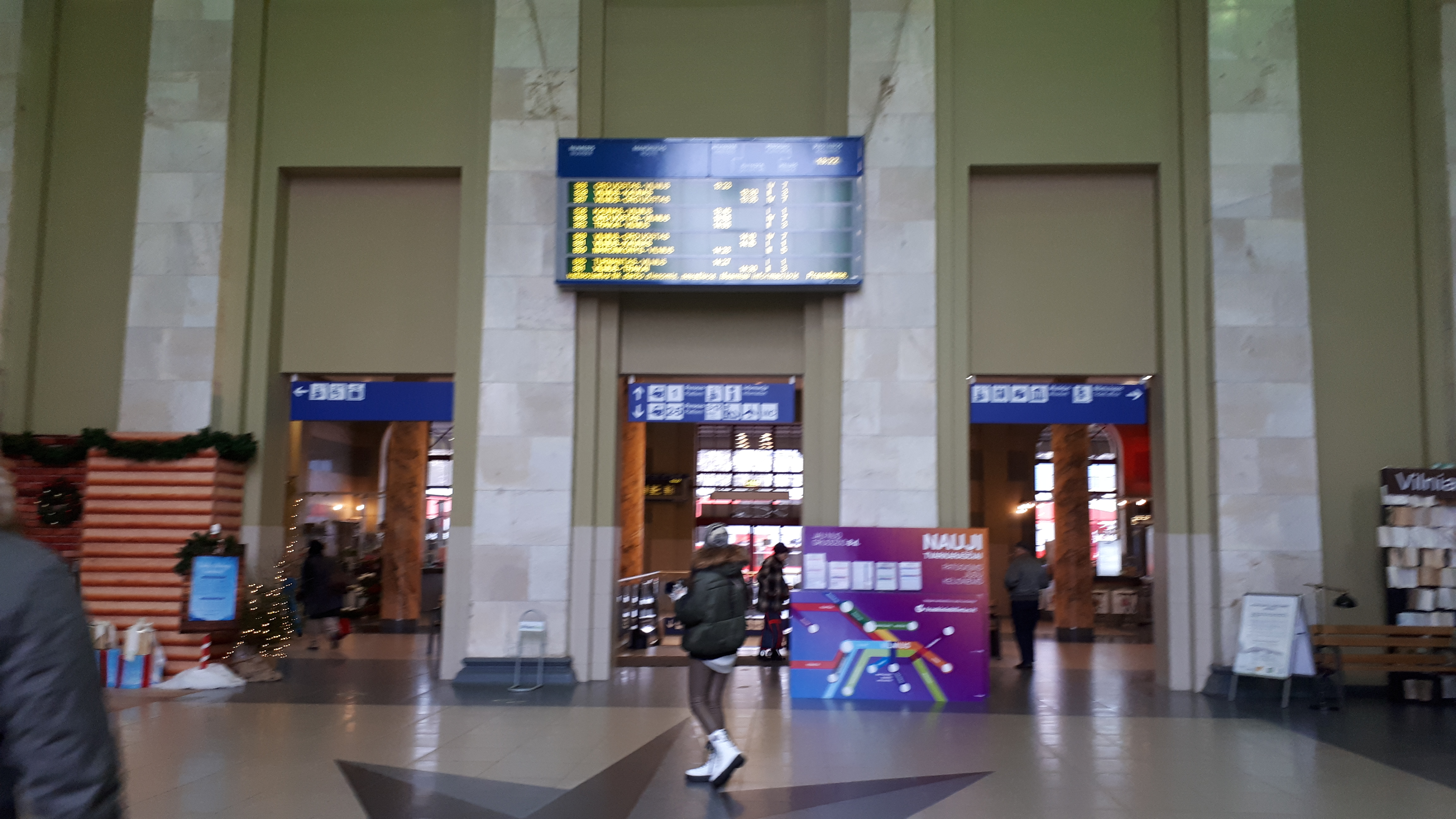
En 2019.
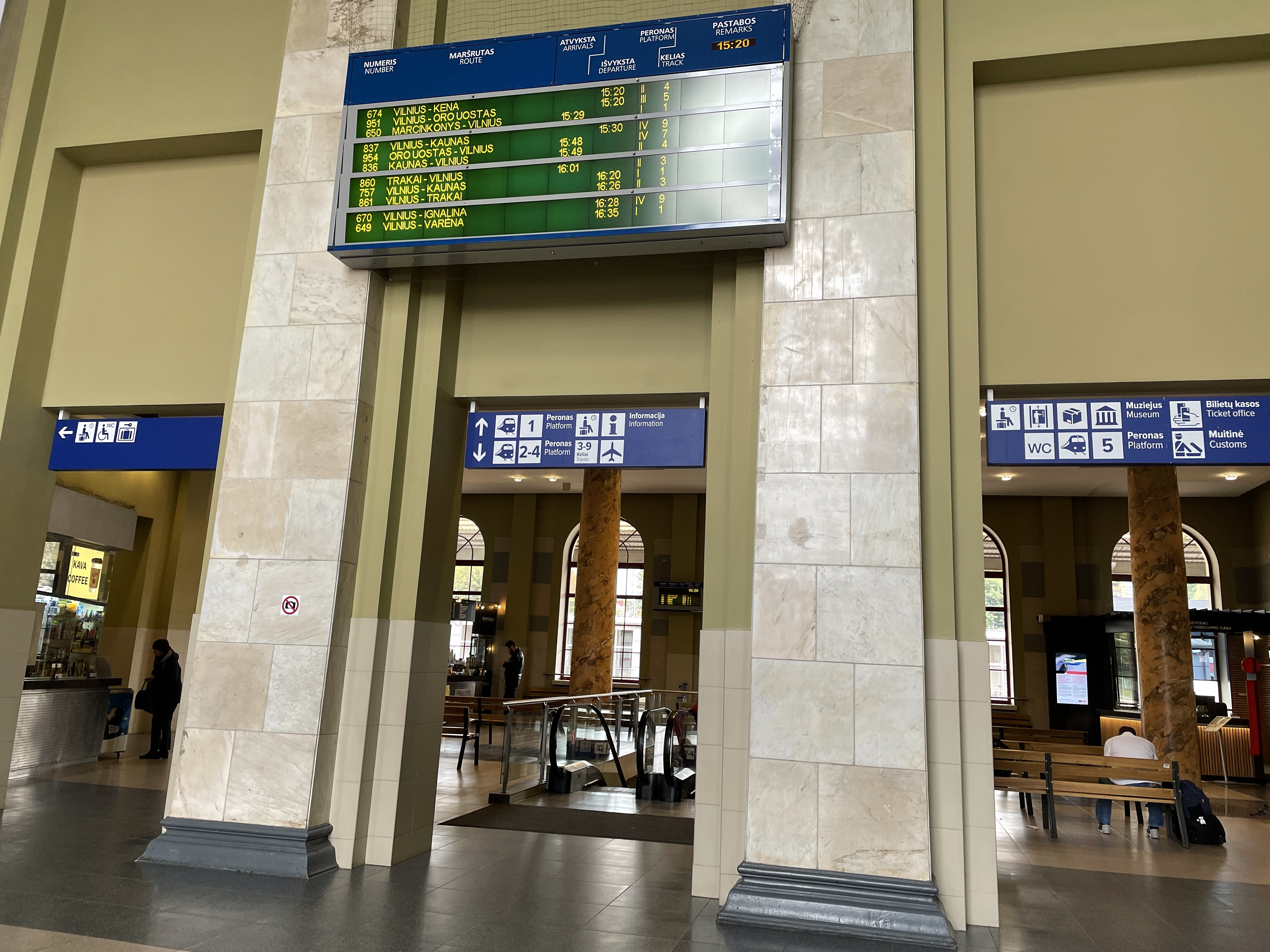
En 2022.
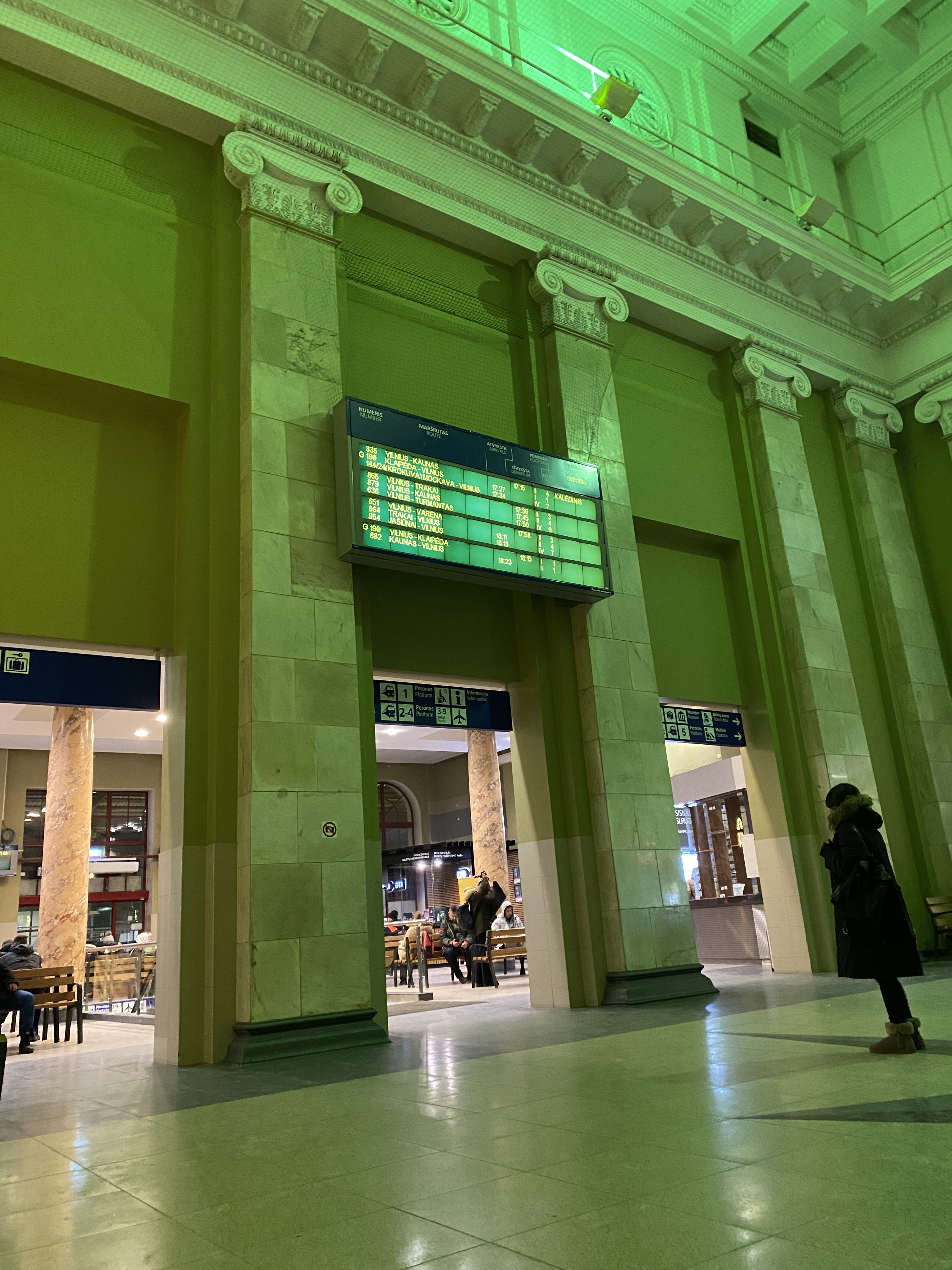
En 2023.

### Desserte

Installations et dessertes
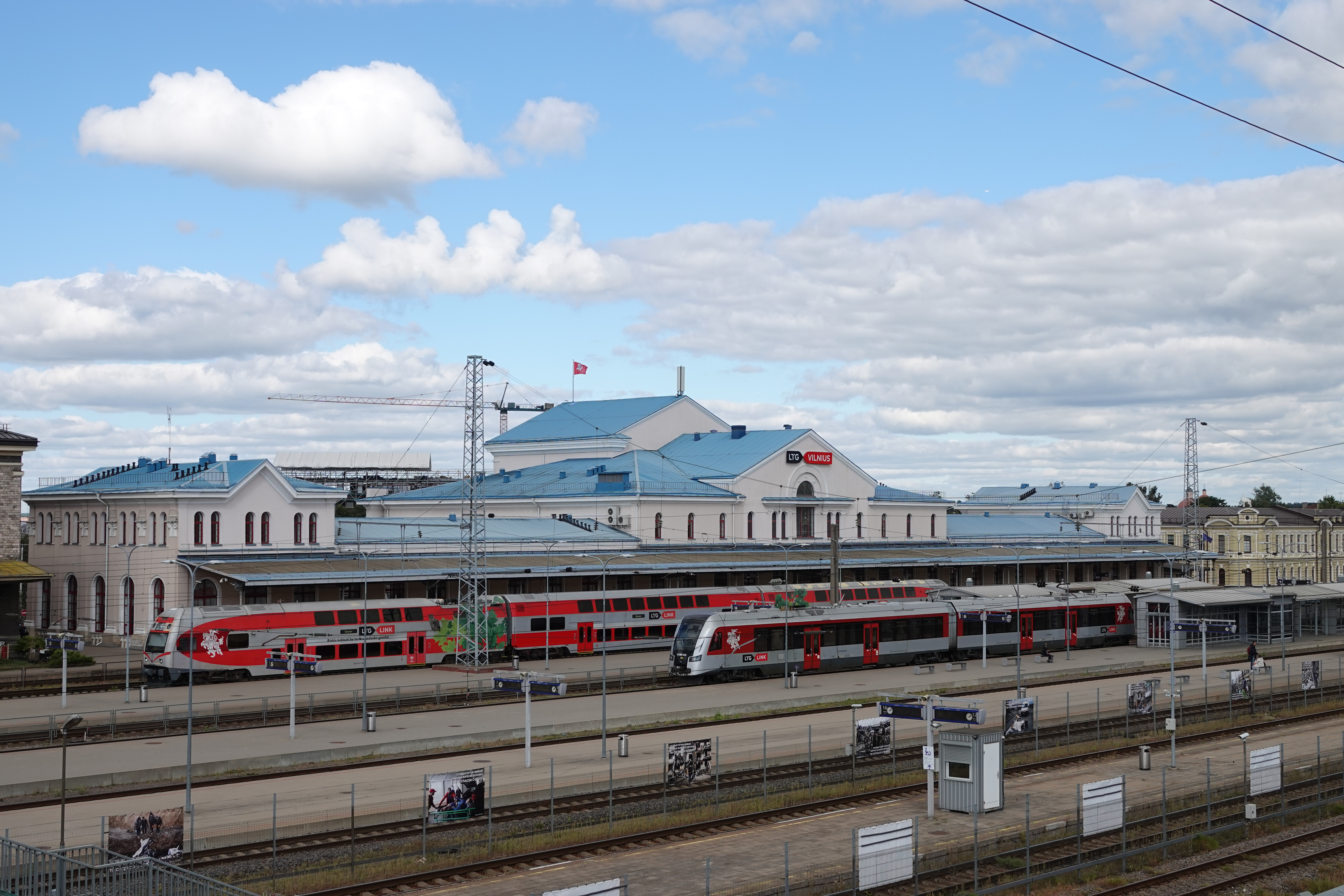
En 2022.
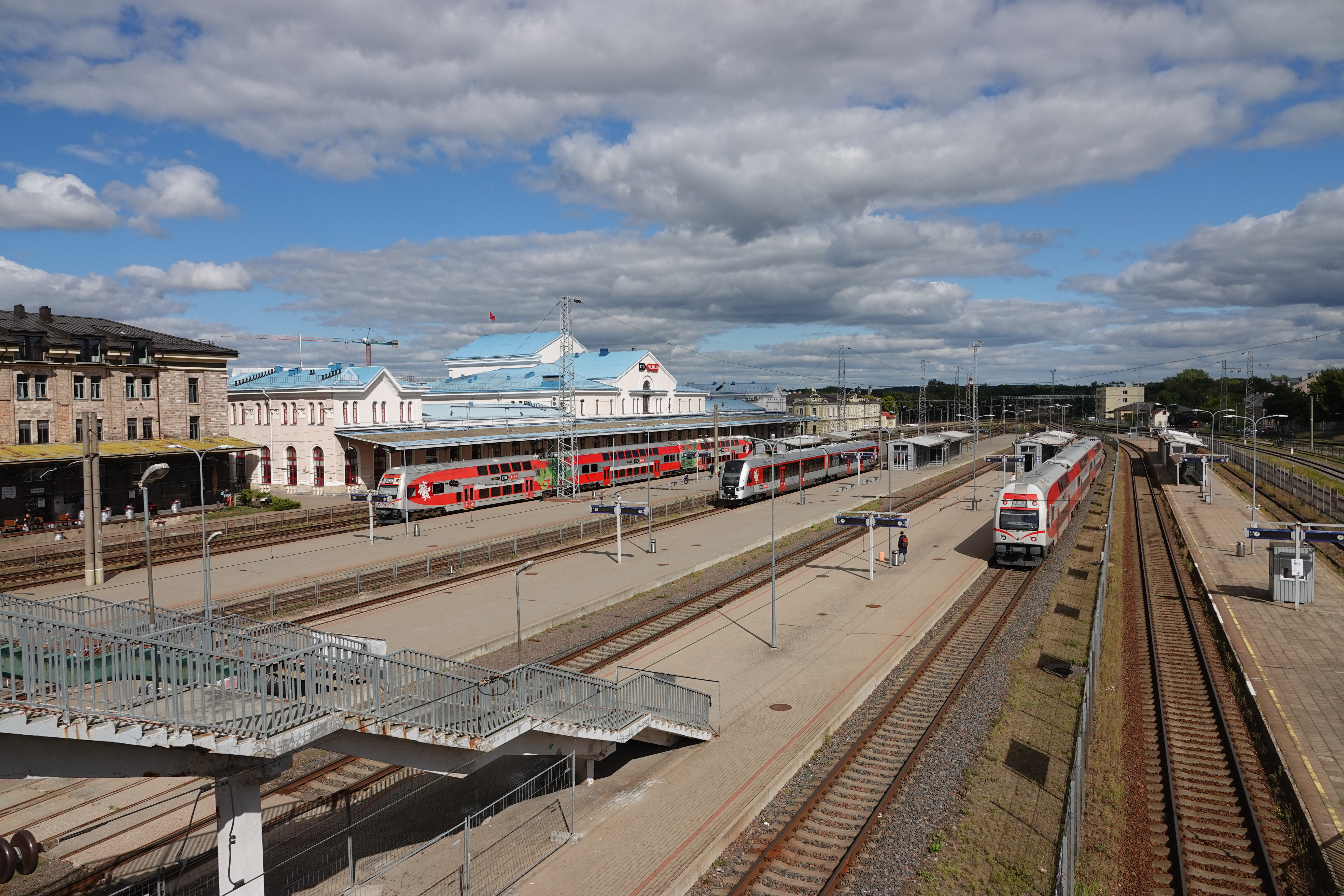
En 2022.
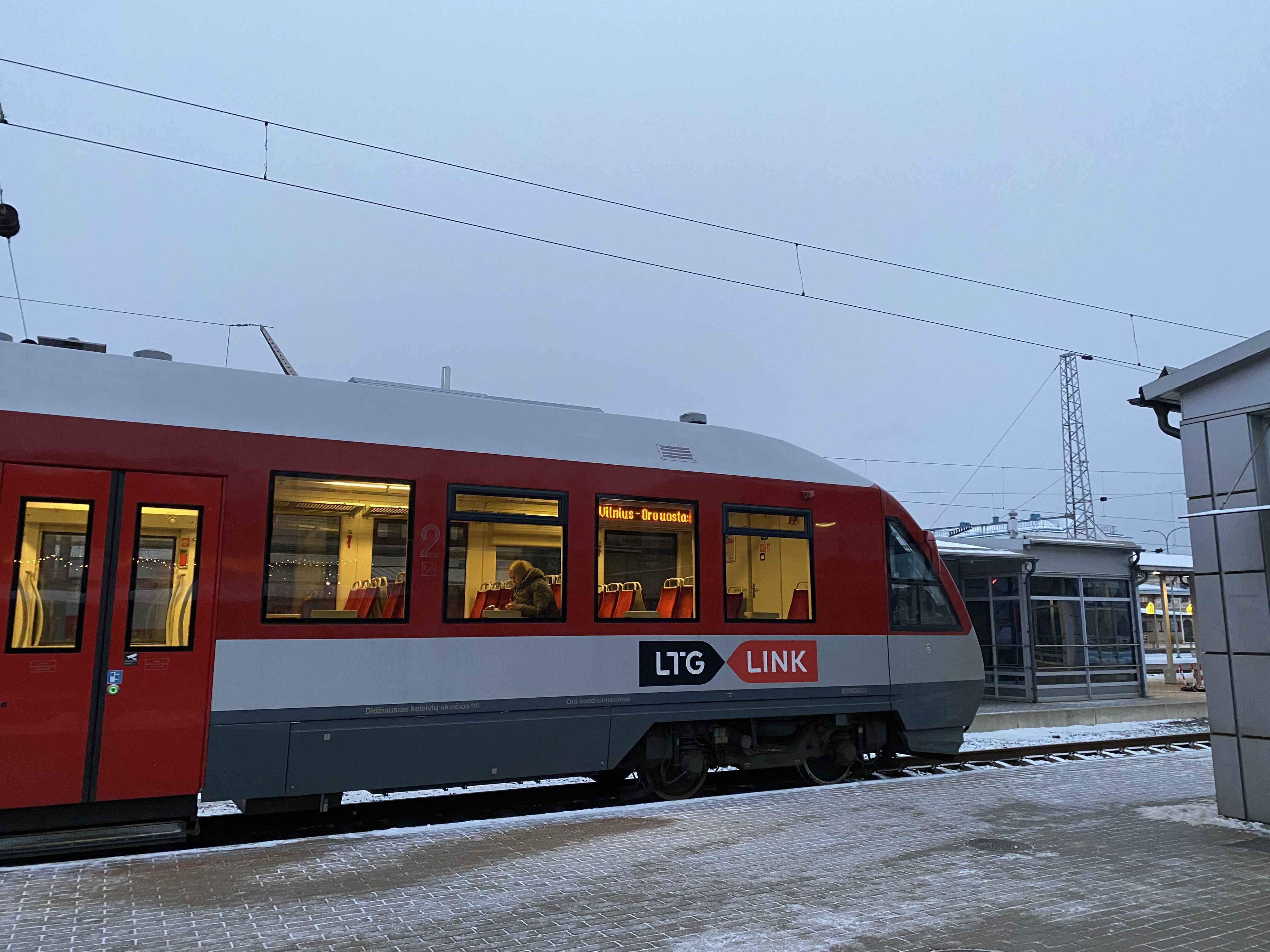
En 2023.